# Linfangiografia
La  linfangiografia  o linfografia è un esame medico, che si effettua con l'uso dei raggi x.

## L'esame
Inizialmente si inietta nella persona un farmaco, come mezzo di contrasto, successivamente viene adoperata la macchina a raggi x che specificatamente viene indirizzata verso le ghiandole linfatiche e nei vasi linfatici mentre il farmaco precedentemente iniettato risalta nella lastra i processi tumorali.

### Usi
La linfangiografia viene utilizzata soprattutto quando la persona o il medico sospetti la presenza di una neoplasia (tumore), una metastasi o la malattia di Hodgkin.
Grazie al mezzo di contrasto si riesce a comprendere lo stato di evoluzione del tumore si evidenziano gli effetti della chemioterapia. 